# Qiaowanlong kangxii
Il qiaowanlong (Qiaowanlong kangxii) è un dinosauro erbivoro appartenente ai sauropodi. Visse alla fine del Cretaceo inferiore (Albiano, circa 105 milioni di anni fa) e i suoi resti fossili sono stati ritrovati in Cina. È stato erroneamente ritenuto uno stretto parente di Brachiosaurus.

## Descrizione
Questo dinosauro è noto per fossili rinvenuti nel 2007 nella regione del Gansu e descritti nel 2009, comprendenti una serie di vertebre cervicali articolate fra loro e un cinto pelvico destro. Qiaowanlong doveva essere un sauropode di taglia relativamente modesta, e si pensa che non superasse i 12 metri di lunghezza e le 10 tonnellate di peso. Dalla forma delle vertebre cervicali, si suppone possedesse un collo estremamente lungo, tenuto probabilmente in posizione diagonale rispetto al corpo. Come tutti i sauropodi, doveva possedere un corpo massiccio e zampe colonnari adatte a sostenerlo.

## Classificazione
I resti di Qiaowanlong provengono dalla formazione Xinminpu, nella zona del bacino Yujinzi. Inizialmente questo dinosauro venne considerato un rappresentante della famiglia dei brachiosauridi, un gruppo di sauropodi dalle zampe anteriori più lunghe di quelle posteriori, tra cui Brachiosaurus e Giraffatitan. In questo caso, Qiaowanlong sarebbe stato il primo brachiosauride asiatico. Successivamente, uno studio pubblicato nel 2010 dimostrò che Qiaowanlong non era in realtà un brachiosauro: le vertebre cervicali, ad esempio, erano dotate di spine neurali bifide, al contrario di quelle di Brachiosaurus. È probabile che Qiaowanlong fosse strettamente imparentato con Erketu ed Euhelopus, altri due sauropodi dal collo molto lungo vissuti nel Cretaceo inferiore in Asia, probabili rappresentanti di una linea evolutiva endemica dell'Asia orientale.